# Orahili Tumori
Orahili Tumori is een bestuurslaag in het regentschap Gunungsitoli van de provincie Noord-Sumatra, Indonesië. Orahili Tumori telt 775 inwoners (volkstelling 2010).